# Демон, який помилявся
«Демон, який помилявся» (англ. The Fallible Fiend) — фентезійний роман Лайона Спрег де Кемпа, вперше опублікований частинами (грудень 1972 року — лютий 1973 року) в журналі Fantastic. За внутрішньою хронологією книга другою в «Новарійської серії».

## Зміст
В демонічній 12-тій реальності демон Здім син Аха призваний на річне рабство в першу реальність людей. Суспільство демонів має угоду надавати послуги людським чаклунам в обмін на поставки заліза, сировини, якої воно відчайдушно потребує.
Здім, який вважає себе філософом, викликаний чарівником доктором Мальдівіусом з Новарії. Там він намагається виконати свій обов'язок, але його демонічна буквальність заважає йому. Призначений захищати сапфір Сивіли від будь-яких порушників, він негайно з'їдає учня Мальдівія Гракса, коли той заходить в приміщення. А подальший наказ бути вегетаріанцем, заважає ефективній охороні скарбу.
Подібні нещастя призводять до того, що Мальдівіус продає його контракт, і демон переходить від одного господаря до іншого, від керівника цирку Багардо до багатої вдови Роски з Іру, увесь час докладаючи всіх зусиль, щоб з'ясувати, чого справді бажають заплутані люди.
Попри всі труднощі, він стає героєм, коли приводить допомогу для міста-держави Ір після того, як воно нехтує розвідкою про неминуче вторгнення армії канібалів Палуан. Палуанці які своїми походами для «заготівлі харчів» винищували всіх жителів, щиро вірили у свою зверхність над іншими народами, які воюють заради політичних амбіцій.
Спочатку Здім бере участь у вилазках оборонців обложеного міста, а потім вирушає з місією привести на допомогу армію войовничих кочовиків. І тільки набута дипломатичність допомагає врятувати місто.
Достроково повернувшись у свою рідну реальність із заслуженим запасом заліза, він вирішує ніколи більше не залишати її — доки не зрозуміє, наскільки це нудно порівняно з мальовничим божевіллям людської реальності.